# Spragnieni życia
Spragnieni życia (ang. The Upside) – amerykański komediodramat z 2017 roku w reżyserii Neila Burgera, oparty na scenariuszu Jona Hartmere’a. Film stanowi remake francuskiego przeboju Nietykalni (2011), inspirowanego życiem Philippe’a Pozzo di Borgo.
Fabuła koncentruje się na relacji sparaliżowanego miliardera (Bryan Cranston) z niedawno zwolnionym warunkowo skazańcem (Kevin Hart), który zostaje zatrudniony jako jego opiekun. W pozostałych rolach występują m.in. Nicole Kidman, Golshifteh Farahani i Julianna Margulies.
Film miał swoją premierę podczas Międzynarodowego Festiwalu Filmowego w Toronto w 2017 roku. The Upside zarobił 125 milionów dolarów na całym świecie w dystrybucji kinowej oraz kolejne 7 milionów dolarów w sprzedaży DVD i Blu-ray. Opinie krytyków były mieszane – chwalono chemię między aktorami oraz role Harta i Cranstona, jednak krytykowano przewidywalność i banalność fabuły.

## Fabuła
Podczas przejażdżki Ferrari przez Nowy Jork, Dell Scott (Kevin Hart) i Philip Lacasse (Bryan Cranston) zostają zatrzymani przez policję. Dell próbuje przekonać funkcjonariuszy, że jadą w pośpiechu na pogotowie z powodu stanu zdrowia Philipa, który niechętnie współpracuje. Obaj zostają przewiezieni bezpośrednio do szpitala.
Sześć miesięcy wcześniej Dell stara się zdobyć podpisy potwierdzające, że aktywnie poszukuje pracy – w przeciwnym razie grozi mu powrót do więzienia za naruszenie warunków niedawnego zwolnienia warunkowego. Przypadkowo trafia do luksusowego apartamentu Philipa – sparaliżowanego mężczyzny cierpiącego na porażenie czterokończynowe – szukając zatrudnienia jako pracownik sprzątający. Philip, wraz ze swoją asystentką Yvonne Pendleton (Nicole Kidman), przeprowadza rozmowy kwalifikacyjne z kandydatami na stanowisko całodobowego opiekuna. Dell przerywa je i żąda podpisu dla swojego kuratora. Zaintrygowany całą sytuacją Philip oferuje mu pracę, mimo sprzeciwów Yvonne, ale Dell ostatecznie nie przyjmuje oferty.
Dell odwiedza swoją byłą żonę, Latrice (Aja Naomi King), i syna Anthony’ego (Jahi Di’Allo Winston) w ich zaniedbanym mieszkaniu. Mężczyzna daje Anthony’emu książkę skradzioną z biblioteki Philipa, za co chłopiec nie okazuje wdzięczności i odrzuca go. Latrice każe Dellowi opuścić mieszkanie, co zmusza go do przyjęcia oferty Philipa. Yvonne zastrzega, że mężczyzna musi najpierw udowodnić, że radzi sobie z codziennymi obowiązkami, a po trzech popełnionych błędach zgodnie z umową zostanie natychmiast zwolniony. Dell, będąc nowicjuszem w nowym zawodzie, mimo wskazówek od fizjoterapeutki Philipa, Maggie (Golshifteh Farahani), szybko popełnia dwie pomyłki. Dell przekazuje Latrice swoją pierwszą wypłatę i prosi o zwrot skradzionej książki, ale kobieta odmawia. Po powrocie Yvonne uznaje jego nieusprawiedliwioną nieobecność za trzeci błąd, lecz Philip go chroni.
Kiedy Philip wyjaśnia swój surowy nakaz „nie reanimować”, Dell zdaje sobie sprawę, że stracił on wolę życia. Zauważa jednak, że Philip próbuje oddychać i nie pozwala mu umrzeć. Dell zabiera Philipa na spacer po mieście, gdzie dzielą się skrętem, aby złagodzić neurogenny ból Philipa. Dell i Philip zaczynają się zaprzyjaźniać – Philip wyjawia, że został sparaliżowany w wypadku paralotniarskim i opowiada o bólu po stracie żony. Dell przystosowuje się do opieki nad Philipem, modyfikując m.in. jego wózek inwalidzki. Poznaje także operę i sztukę współczesną, tworząc własny obraz, który Philip wystawia w apartamencie.
Dell podejrzewa, że Yvonne darzy Philipa uczuciami, ale ta informuje go, że Philip prowadzi jedynie romans korespondencyjny z kobietą imieniem Lily (Julianna Margulies) – nigdy się nie spotkali ani nawet nie rozmawiali telefonicznie, utrzymując kontakt wyłącznie listowny. Zachęcony Philip zostawia Lily wiadomość na poczcie głosowej.
Philip wraz z Dellem zabiera Anthony’ego na cały dzień. Spotkanie przebiega dobrze, dopóki Dell nie prosi syna o zwrot książki. Rozczarowany chłopiec zwraca ją i odchodzi. Dell i Philip wracają do domu na niespodziewane przyjęcie urodzinowe, które Yvonne zorganizowała z sąsiadami Philipa, wbrew jego woli. Dochodzi do kłótni z Dellem, który następnie, na jego polecenie, rozbija różne przedmioty w pokoju. Dell i Philip ponownie palą jointa, a następnie rozmawiają z gośćmi na przyjęciu. Carter (Tate Donovan), sąsiad, którego Philip nie lubi, porusza temat kryminalnej przeszłości Della, ale Philip go ignoruje. Lily oddzwania do Philipa i zgadza się na spotkanie.
W restauracji Philip ujawnia, że Carter kupił obraz Della za 50 000 dolarów, które przekazuje mu na założenie własnej firmy. Kiedy Lily przybywa, Philip pozwala Dellowi odejść. Jednak kobieta stopniowo staje się wzburzona i przytłoczona. Zraniony Philip nagle kończy spotkanie i wraca do domu, gdzie w zdenerwowaniu zwalnia Della.
Z czasem Dell kupuje Latrice i Anthony’emu nowy dom i zaczyna produkcję elektrycznych wózków inwalidzkich. Fizjoterapeutka Maggie prosi go o pomoc, gdyż Philip popadł w depresję i odsunął od siebie Yvonne. Dell ulega i zabiera Philipa na przejażdżkę, która – jak pokazano na początku filmu – kończy się zatrzymaniem przez policję. Uciekają razem ze szpitala, co odnawia ich przyjaźń. Dell zaskakuje Philipa lotem na paralotni, a następnie aranżuje jego spotkanie z Yvonne.
Napisy końcowe informują, że Dell i Philip pozostają bliskimi przyjaciółmi.

## Obsada
- Kevin Hart – Dell Scott
- Bryan Cranston – Philip Lacasse
- Nicole Kidman – Yvonne Pendleton, asystentka Philipa
- Golshifteh Farahani – Maggie, fizjoterapeutka Philipa
- Aja Naomi King – Latrice, była żona Della
- Tate Donovan – Carter, sąsiad Philipa
- Jahi Di’Allo Winston – Anthony Scott, syn Della
- Genevieve Angelson – Jenny Lacasse, zmarła żona Philipa
- Suzanne Savoy – Charlotte, kucharka Philipa
- Julianna Margulies – Lily Foley, epistolarna miłość Philipa